# إليسا ناخيرا
إليسا ناخيرا (بالإسبانية: Elisa Nájera)‏ هي متسابقة ملكة الجمال وعارضة مكسيكية، ولدت في 16 أغسطس 1986 في سيلايا في المكسيك.